# Colchicum polyphyllum
Colchicum polyphyllum är en tidlöseväxtart som beskrevs av Pierre Edmond Boissier och Theodor Heinrich von Heldreich. Colchicum polyphyllum ingår i släktet tidlösor, och familjen tidlöseväxter. Inga underarter finns listade i Catalogue of Life.